# Grodzisko (powiat krakowski)

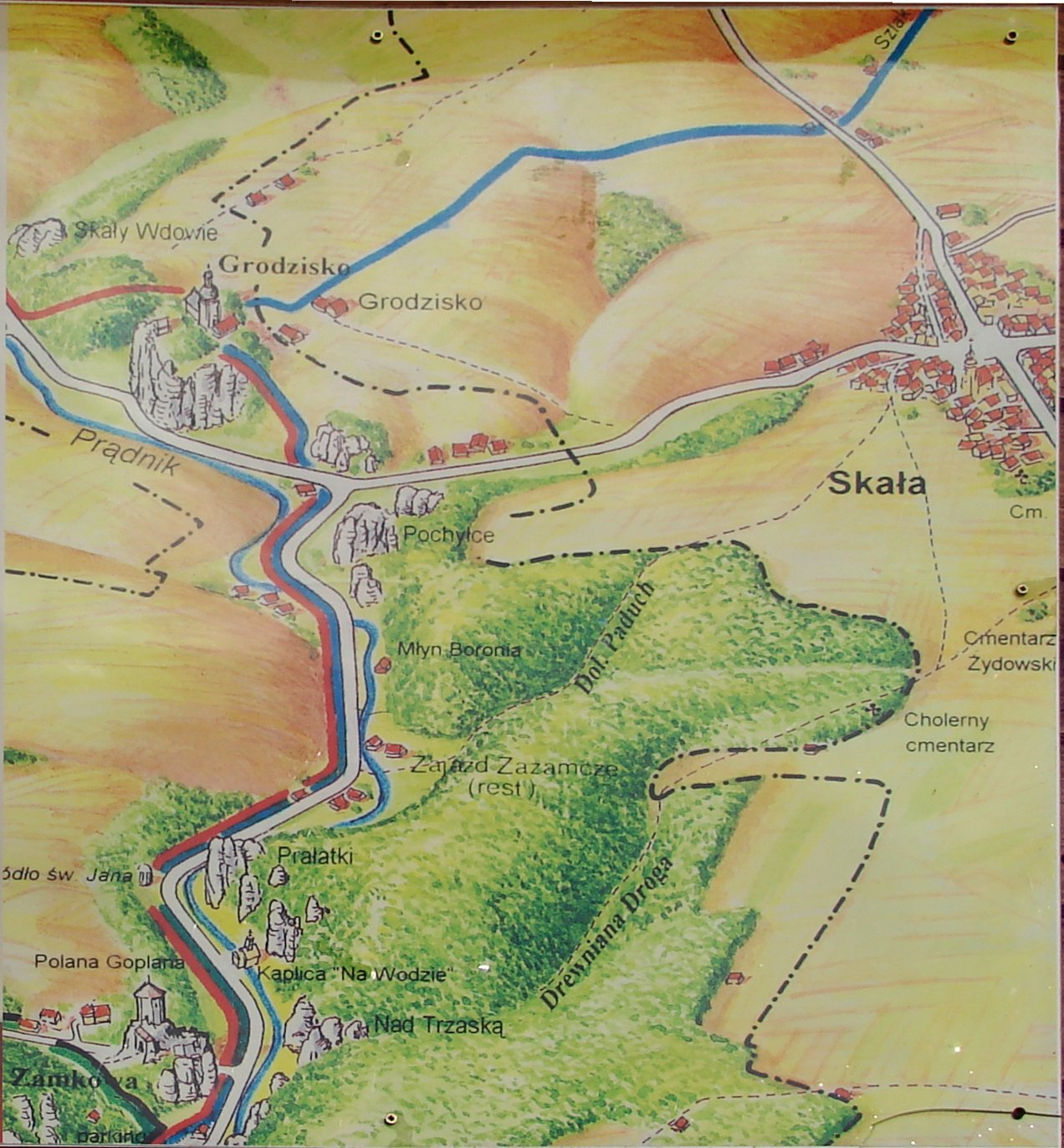
Usytuowanie Grodziska

Grodzisko – przysiółek w Polsce położony w województwie małopolskim, w powiecie krakowskim, w gminie Skała. W latach 1975–1998 w województwie krakowskim.

## Historia
Książę Bolesław Wstydliwy, który od 1243 roku panował nad dzielnicą krakowską (senioralną), ufundował zamek obronny w Grodzisku, broniony fosą i wałami oraz klasztor i kościół w stylu romańskim. W 1260 roku książę nadał Grodzisko wraz z przyległymi wioskami swojej siostrze, Salomei, która po śmierci swojego męża, króla Halicza – Kolomana, w 1245 roku wstąpiła do zakonu klarysek. Po nadaniu Grodziska Salomea przeniosła się wraz z grupą klarysek z Zawichostu do nowo powstałej warowni. W XIII wieku w pobliżu klasztoru miało miejsce wiele zbrojnych potyczek; warownia okazała się niezbyt bezpieczna, toteż na początku XIV wieku klaryski poprosiły króla Władysława Łokietka o przeniesienie w inne miejsce. W 1320 roku zostały przeniesione do Krakowa i osadzone przy kościele świętego Andrzeja. W XV wieku klasztor w Grodzisku opustoszał i przez ponad dwa wieki całkowicie popadł w ruinę. W XVII wieku siostry klaryski ponownie zainteresowały się miejscem po swojej dawnej siedzibie, głównie za sprawą toczącego się procesu beatyfikacyjnego Salomei. Na miejscu starego klasztoru wzniosły krzyż, a w 1642 roku kaplicę pod wezwaniem Wniebowzięcia NMP. W 1677 roku prebendarzem Grodziska został ksiądz Sebastian Piskorski, profesor Akademii Krakowskiej i kanonik krakowski. W latach 1677–1691 zbudował on zespół architektoniczno-rzeźbiarski w stylu manierystycznym, potocznie nazywany pustelnią błogosławionej Salomei. Zespół ten składał się z pustelni, domków modlitwy, kościoła i domu prebendarza, tworzących kształt litery „L”. Ten układ zabudowań przetrwał do czasów obecnych.

## Zabytki
Obiekty wpisane do rejestru zabytków nieruchomych województwa małopolskiego.
- Zespół kościoła pw. Wniebowzięcia NPM: kościół, ogrodzenie z bramkami, posągami i figurą św. Klary na kolumnie i budynkiem mieszkalnym, bramka i obelisk w kształcie słonia, pustelnia bł. Salomei, groty, drzewostan;
- młyn i tartak wodny.

## Kościół Najświętszej Marii Panny
Kościół nosi ślady trzech stylów:

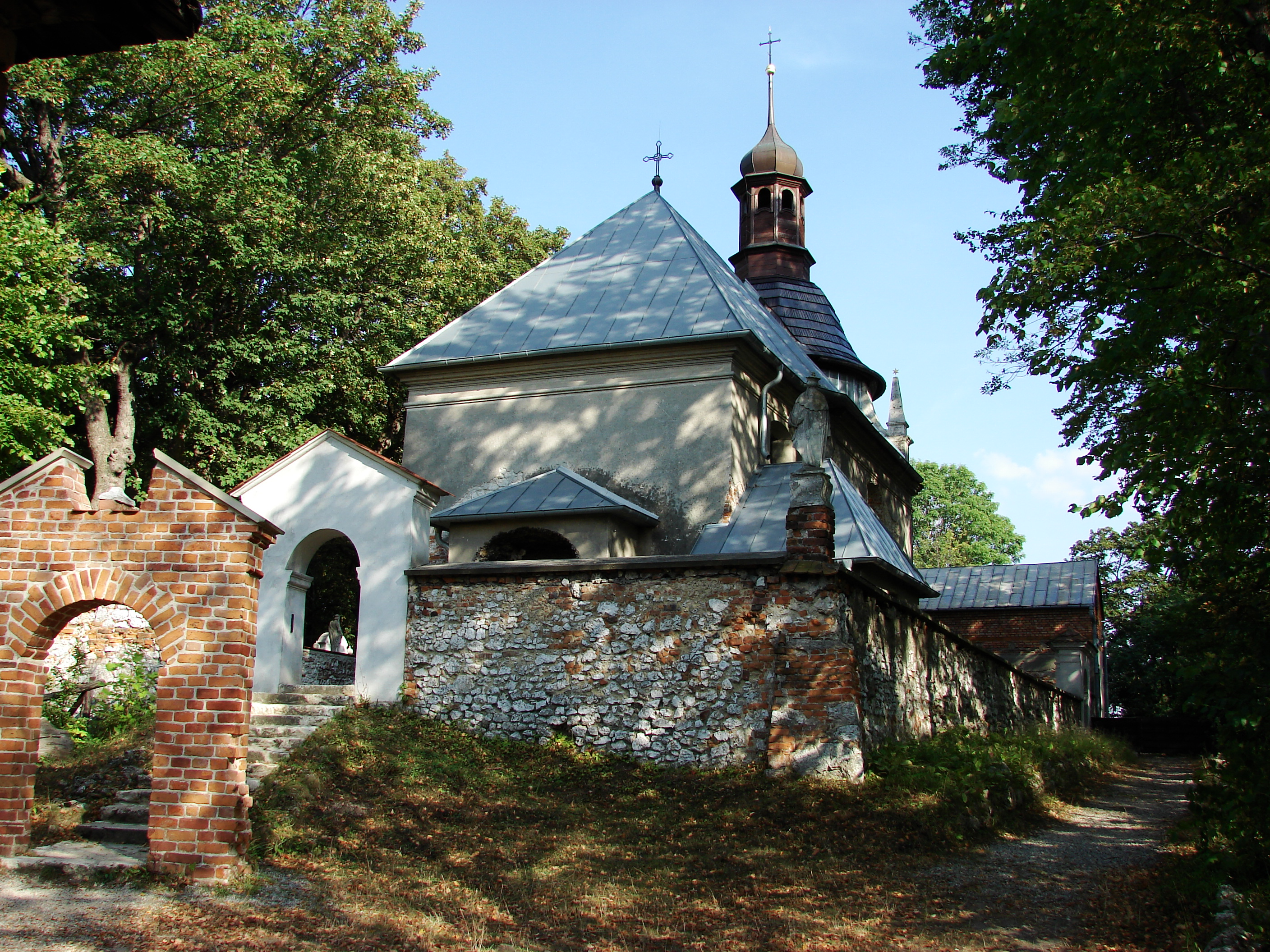
Widok kościoła z północnego zachodu

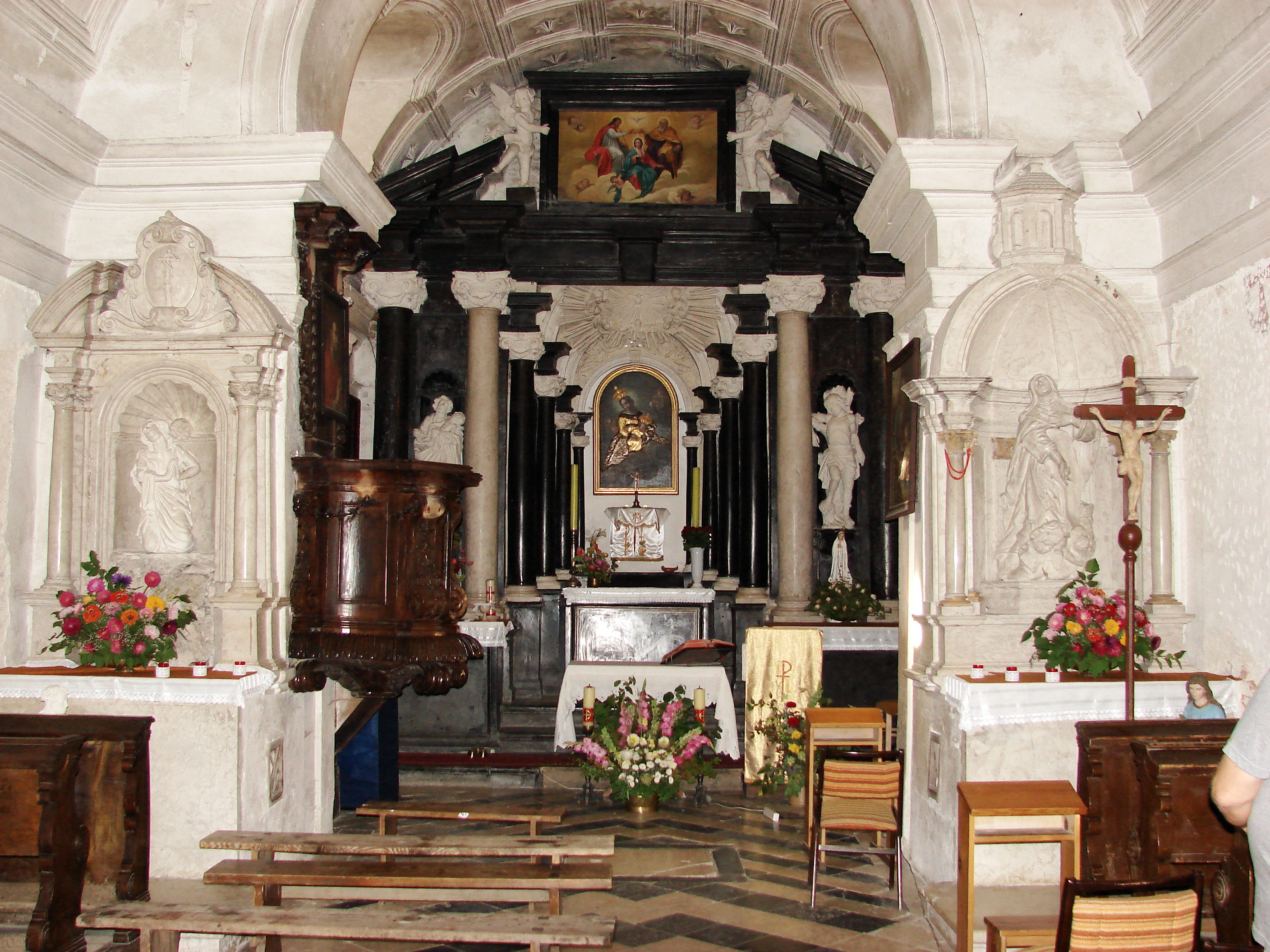
Ołtarz główny oraz ołtarze boczne

- romańskiego: zewnętrzna prostokątna bryła,
- renesansowego: sklepienie kolebkowe z lunetami i dekoracją kasetonową,
- barokowego: wykrój okien, wnętrze kościoła (dekoracje rzeźbiarskie i malarskie), portal i hełm wieży.

Wnętrze kościoła zostało poszerzone przez zastosowanie sztucznej perspektywy, za pomocą zmniejszających się filarów w głównym ołtarzu oraz zagęszczającej się w kierunku ołtarza posadzki. Kościół ma trzy ołtarze. Ołtarz główny zbudowany jest z jasnego i czarnego marmuru; w środkowej jego części znajduje się obraz Matki Boskiej z Dzieciątkiem, a w górnej obraz Koronacji Matki Boskiej autorstwa Franciszka Smuglewicza. Ołtarze boczne są wykonane z jasnego marmuru; w ołtarzu lewym znajduje się figura świętego Józefa, w prawym – świętego Sebastiana, patrona fundatora.
 W 1939 roku spłonęła część wieży kościoła. Odbudowano ją w latach sześćdziesiątych XX wieku.

## Mur wokół kościoła
Wokół kościoła wznosi się mur z cegły i wapienia, z jedną dużą bramą (o wykroju półkolistym) i trzema mniejszymi. Na murze znajduje się pięć rzeźb:
- Bolesława Wstydliwego – księcia krakowsko-sandomierskiego
- świętej Kingi zwanej Kunegundą (żony Bolesława Wstydliwego)
- Króla Kolomana Węgierskiego
- Księcia Henryka Brodatego
- Jadwigi Śląskiej (żony Henryka Brodatego) trzymającej miniaturę kościoła.

Pierwsze trzy rzeźby są projektu księdza Sebastiana Piskorskiego; są statyczne i pozbawione barokowej dynamiki. Pozostałe zostały dodane w XVIII wieku.

## Groty modlitewne

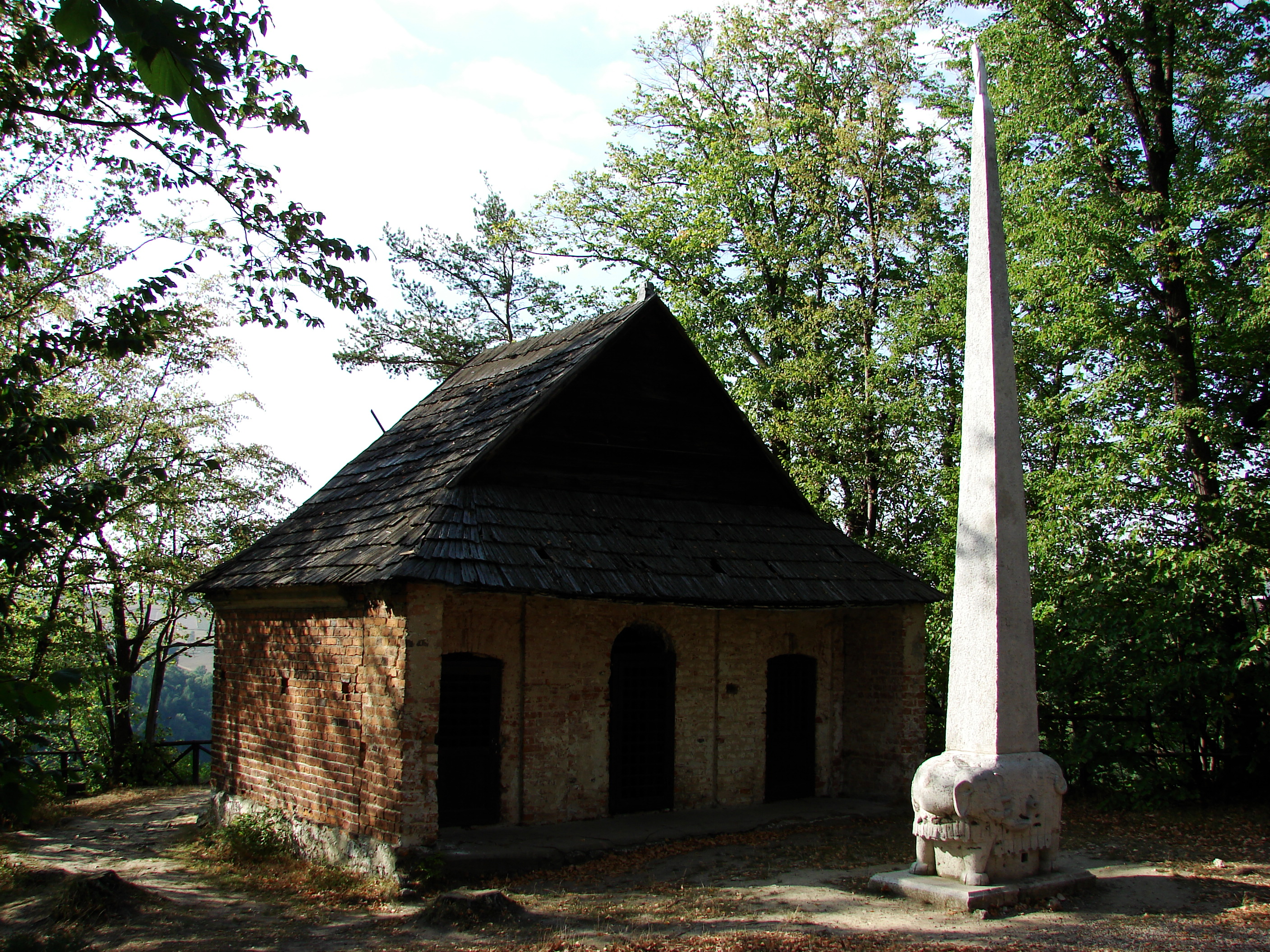
Groty modlitewne oraz obelisk

Za kościołem w kierunku północno-zachodnim na dziedzińcu znajduje się zespół trzech grot – kaplic przypominających jaskinie. Grota po prawej stronie poświęcona jest świętemu Janowi Chrzcicielowi, środkowa – Zaśnięciu Matki Boskiej, a lewa – świętej Marii Magdalenie. Dawniej znajdowały się w nich sztuczne stalaktyty.

## Obelisk
Posąg-fontanna usytuowany jest między kościołem a grotami modlitewnymi. Został wzniesiony w 1687 roku na cześć zwycięstwa Jana III Sobieskiego pod Wiedniem. Przedstawia słonia z obeliskiem na grzbiecie. Całość wykonano z jednego bloku kamiennego. Obelisk zwieńczony jest rzeźbą Matki Boskiej. Jego pierwowzorem był rzymski obelisk sprzed bazyliki Santa Maria sopra Minerva. Na boku słonia widnieje napis po łacinie: Onus meum leve („Ciężar mój jest lekki”).

## Pustelnia błogosławionej Salomei

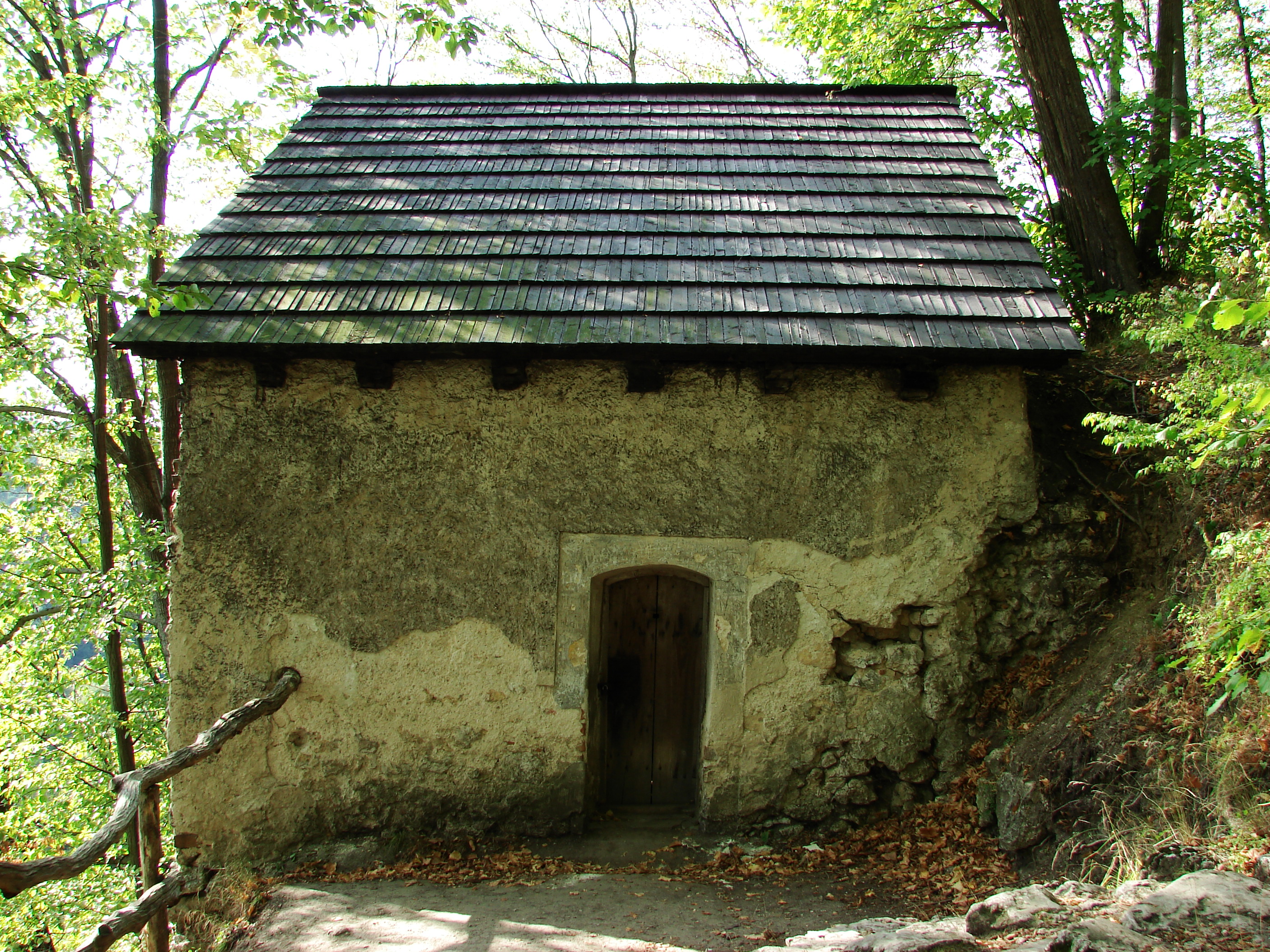
Pustelnia Błogosławionej Salomei

Pustelnia Błogosławionej Salomei mieści się na zachód od grot modlitewnych. Zbudowana została w XIII wieku, a w XVII uzupełniona cegłą. Schodzi się do niej krętymi schodami, zwanymi Stopniami różańcowymi. W skład pustelni wchodzą trzy pomieszczenia, z ołtarzykiem błogosławionej Salomei, obrazem Góry Kalwarii i Grobu Chrystusa oraz kamiennym łożem błogosławionej Salomei. Widoczne są dwa napisy: Ubi est thesaurus ibi est cor meum („Gdzie jest skarb mój tam serce moje”) oraz Quid est somnus – Gelidae mortis imago („Czym jest sen – obrazem chłodnej śmierci”).
Błogosławiona Salomea przeżyła w pustelni 8 lat; zmarła w opinii świętości 17 listopada 1268 roku. Jej doczesne szczątki spoczywają w bazylice Franciszkanów w Krakowie. Została beatyfikowana 17 maja 1672 roku przez papieża Klemensa X.

## Kolumna

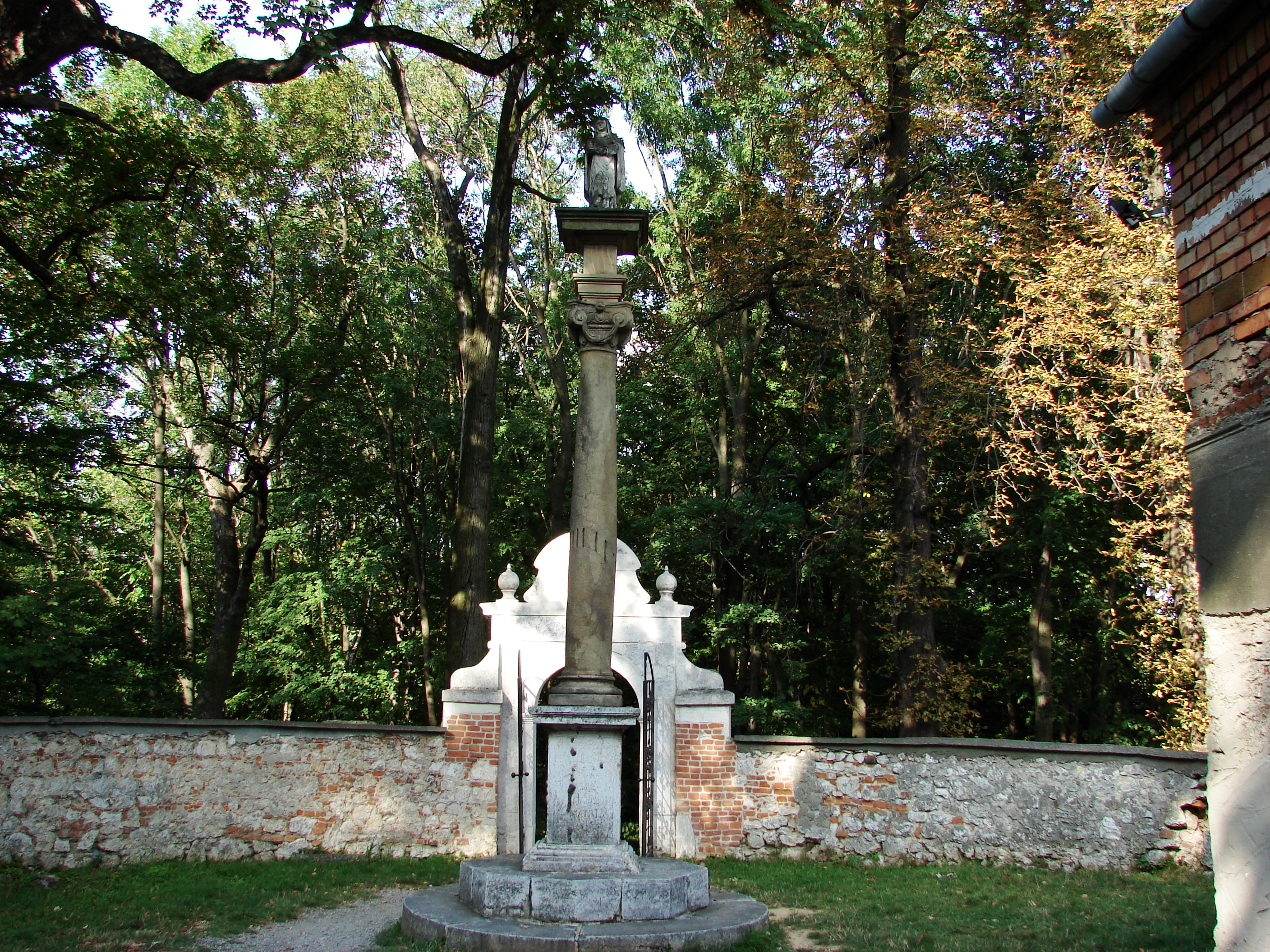
Kolumna Świętej Klary

Kolumna znajduje się od strony wschodniej wejścia do kościoła, na wprost wejścia do starego klasztoru. W 1642 roku siostry klaryski wzniosły kolumnę, z figurą błogosławionej Salomei, zniszczoną przez wichurę około roku 1900. Obecnie znajduje się tam figura świętej Klary z początku XX wieku.

## Dom prebendarza
Dom prebendarza, pochodzący z XVII wieku, znajduje się naprzeciwko wejścia do kościoła. W latach 1984–1985 został częściowo przebudowany i odnowiony. Obecnie jest wykorzystywany przez ruch oazowy diecezji kieleckiej.